# Václav Nedomanský
Václav Nedomanský (Hodonín, 14 marzo 1944) è un ex hockeista su ghiaccio ceco, fino al 1992 cecoslovacco.

## Palmarès

### Olimpiadi invernali
- 2 medaglie[1]:
  - 1 oro (Grenoble 1968)
  - 1 bronzo (Sapporo 1972)